# Tenuiphantes monachus
Tenuiphantes monachus là một loài nhện trong họ Linyphiidae.
Loài này thuộc chi Tenuiphantes. Tenuiphantes monachus được Eugène Simon miêu tả năm 1884.